# Elisa Leyva
Elisa Leyva Ramos es una química e investigadora mexicana.  
Leyva es Catedrática de la Facultad de Ciencias Químicas de la Universidad Autónoma de San Luis Potosí (UASLP) e investigadora Nivel III del Sistema Nacional de Investigadores (SNI) del Consejo Nacional de Ciencia y Tecnología (CONACYT).

## Biografía
Estudió química en la Universidad Autónoma de San Luis Potosí, donde obtuvo un máster y un doctorado en la Universidad Estatal de Ohio. Publicó varios artículos en diferentes áreas como biopolímeros, fotoquímica y fotofísica de compuestos orgánicos.
Forma parte del Sistema Nacional de Investigadores (SNI) de México nivel III del CONACYT.
Fue galardonada con el Premio L'Oréal UNESCO para las Mujeres en Ciencia en 2022.